# Modèle de croissance par étapes de Rostow
Le modèle de croissance par étapes de Rostow est une théorie de la croissance économique structuraliste, qui décrit la croissance économique et le développement économique et social des pays comme suivant toujours la même trajectoire. Ce modèle est parfois rangé parmi les théories unifiées de la croissance. Il porte le nom de Walt Whitman Rostow.

## Concept
Le modèle est publié en 1960 par Rostow, dans son livre Les étapes de la croissance économique. Il soutient que toute élévation du niveau de richesses d'un pays passe nécessairement par cinq phases, de durées différentes. La première phase, originaire, est celle de la société traditionnelle. S'y trouvent les germes du décollage économique, qui commencent à pousser dans une deuxième phase. La troisième phase est marquée par le décollage en tant que tel. Il est suivi d'une phase d'accès à la maturité. Enfin, la maturité acquise, la société entre dans l'âge de la société de consommation.
Rostow considère que le décollage économique n'est pas le fait de la croissance de l'intégralité des secteurs d'activité de l'économie, mais d'un petit nombre. 

## Étapes

### Société traditionnelle
Une société traditionnelle est caractérisée par la limitation de ses productions, et d'une attitude pré-newtonienne vis-à-vis du monde. L'homme n'a, dans cette société, pas encore soumis la nature à la raison. Cela ne signifie pas pour autant qu'il ne peut y avoir d'innovations ; mais elles sont souvent cantonnées au secteur agricole, et ne peuvent être produites en masse. Il existe alors un plafond de richesse par tête, lié aux contraintes que fait peser le système économique sur la croissance.

### Accumulation des conditions préalables au démarrage
La deuxième étape est celle de la transition entre la société traditionnelle et la société industrielle. C'est durant cette étape que l'économie bénéficie des fruits de la science moderne, et contrecarre les rendements décroissants. La précondition est le niveau de développement des sciences, qui assurent des nouvelles fonctions de production dans le secteur agricole comme industriel. La Grande-Bretagne, parmi les pays européens, « favorisée par sa géographie, ses ressources naturelles, ses possibilités commerciales, sa structure sociale et politique, a été le premier [pays] à développer les conditions du démarrage ».

### Démarrage économique
Le démarrage est la séquence la plus marquante du fait de la profondeur des transformations qu'elle opère sur la société qui la subit. Les forces du progrès économiques en viennent à dominer la société ; la croissance devient la normale alors qu'elle avait été quasiment absente des siècles passés. Rostow souligne l'importance décisive de la technologie dans la croissance. Il lie également le démarrage à « l'arrivée au pouvoir politique d'un groupe préparé à tenir la modernisation de l'économie comme une affaire politique sérieuse et de première importance ».

### Accès à la maturité
Le progrès continue, quoique de manière fluctuante. Les taux d'investissement du revenu national se stabilisent entre 10% et 20%, ce qui assure que la production (et donc la richesse générée) dépasse régulièrement l'augmentation de la population et permet donc une augmentation nette du revenu par tête. La maturité est atteinte, en règle générale, 60 ans après le début du décollage. L'économie produit des biens plus raffinés, et la technologie est utilisée dans des processus de production plus complexes que par le passé.

### Société de consommation
La société de consommation est rendue possible par ce que les principaux secteurs de l'économie produisent des biens de consommation durables, ainsi que des services. Cette phase arrive lorsque le revenu réel par tête devient élevé, de telle manière que les agents économiques peuvent consommer des biens allant au-delà de la nourriture de subsistance et des vêtements. Aux États-Unis, où cette phase a commencé, le tournant est la taylorisation dans les ateliers d'Henry Ford vers 1913.

### Au-delà de la consommation
Rostow remarque que s'il est difficile de caractériser ce qui n'existe pas encore, on trouve des signes dans la société américaine actuelle d'un essoufflement de la société de consommation. Les individus préfèrent passer du temps en famille plutôt que de chercher à repousser la limite de leur revenu par tête ; ils cherchent moins à consommer que par le passé.

## Postérité

### Ajouts d'une sixième étape
En 1971, Rostow a amendé son modèle afin d'ajouter une sixième étape après la société de consommation, qu'il qualifie de phase de « recherche de la qualité ».

### Modèles concurrents
Au modèle structuraliste et déterministe de Rostow a été opposé le modèle d'Alexander Gerschenkron. 